# 大見正
大見 正（おおみ せい、1958年6月20日 - ）は、日本の政治家。元衆議院議員（3期）、元愛知県議会議員（3期）、元安城市議会議員（2期）。
祖父は初代安城市長の大見為次。

## 来歴
愛知県安城市生まれ（現住所は安城市新田町郷西）。安城市立安城中部小学校、安城市立安城北中学校、愛知県立刈谷北高等学校卒業。1983年3月、関西外国語大学外国語学部英米語学科卒業。名古屋市の商社に勤務。
1985年12月28日、衆議院議員の浦野烋興が外務政務次官に就任。豊田市を主な地盤とする浦野は1982年秋から地元秘書を臨時職でつないでいたところ、政務次官になったため、長く働いてくれる秘書を早急に見つける必要が生じた。二転三転の末、1986年4月15日付で大見が浦野の秘書となった。
1995年4月、安城市議会議員に初当選。1999年に再選。
2003年の安城市長選挙で、大見正は自民党安城市支部長の大見志朗県議とともに市議の神谷学の支援に回った。市長選は2月2日に行われ、神谷が現職の杉浦正行を破り初当選。大見志朗は同年4月の愛知県議会議員選挙への不出馬をすでに表明しており、大見正を後継者に選んでいた。ところが党県連は大見だけでなく、市長選で杉浦を支援した元市議の神谷清隆にも公認を出したため、安城市選挙区（定数2）は自民党新人が新市長派と旧市長派に分かれる代理戦争の様相を呈した。結果はトヨタ系労組を票田にもつ民主党の仲敬助が1位当選、大見が2位当選、神谷は次点で落選となった。
2011年4月、3期目の当選を果たす。同年5月16日、自由民主党愛知県議員団の政調会長に就任。

### 衆議院議員に初当選
2012年9月10日、自民党愛知県連は大見の衆院選出馬表明の記者会見を設定。しかし一部先行報道を疑問視した大見は会見場で不出馬を表明。10月9日に改めて出馬表明を行った。同年12月の第46回衆議院議員総選挙に愛知13区から自民党公認で立候補。次点の民主党の大西健介に1483票差で勝利をおさめる（大見：98,670票、大西：97,187票）。大西は比例復活で当選。
2014年12月の第47回衆議院議員総選挙は大西に敗れるも、比例復活で再選。
2017年10月の第48回衆議院議員総選挙も大西に敗れるも、比例復活で3選。

### 安城市長選挙に出馬
2018年12月4日、任期満了による安城市長選挙に立候補する意向を固め、12月14日に正式に出馬表明をした。主な選挙公約は名鉄西尾線の県道76号豊田安城線交差部の高架化、アニメ・コスプレイベントの開催、着衣水泳授業の全校実施など。
2019年1月27日の市長選告示日に立候補したことにより衆議院議員を退職（失職）し、青山周平が繰り上げ当選することになった。他の立候補者は現職の神谷学（連合愛知推薦）、元市議の永田敦史（日本維新の会・減税日本推薦）の2名。選挙期間中、石破茂や河野太郎とともに遊説し国政とのパイプをアピールしたが、自民系市議が大見派と神谷派に分かれたことが票に影響を及ぼし、2月3日、現職の神谷に大差で敗れた。同年3月、大見が支部長を務める「自由民主党愛知県第十三選挙区支部」は解散した。

## 政策・主張
- 憲法9条の改正に賛成[25]。
- 新規制基準を満たす原発は再稼働すべきと主張[25]。
- 北朝鮮との外交問題については、対話より圧力で臨むべきと主張[25]。
- 集団的自衛権の行使を禁じた政府の憲法解釈を見直すことに賛成[26]。
- 日本の核武装について今後の国際情勢によっては検討すべきとしている[26]。
- 女性宮家の創設に反対[26]。
- 選択的夫婦別姓制度導入に反対[27]。

## 所属団体・議員連盟
- 神道政治連盟国会議員懇談会[28]
- みんなで靖国神社に参拝する国会議員の会[28]